# Toby Harries
Toby Harries (Brighton, 30 settembre 1998) è un velocista britannico.

## Carriera
Harries partecipa alle prime gare importanti, a livello nazionale, nel 2016, quando a febbraio vince la medaglia d'oro nei 200m ai campionati britannici di atletica indoor di Sheffield. L'anno seguente, invece, compete negli Europei under 20 a Grosseto, dove si classifica al primo posto, sempre nei 200m. Nel 2019, invece, ai Mondiali è impegnato nella staffetta 4×400 metri maschile (che però la sua nazionale abbandona). A febbraio 2022 vince il secondo titolo nazionale a Birmingham.
Ad aprile 2024 viene selezionato per le World Athletics Relays 2024 a Nassau, nelle Bahamas, e a maggio per la staffetta 4×400 metri maschile agli Europei di Roma. A luglio, invece, viene annunciata la sua partecipazione ai Giochi Olimpici del 2024 a Parigi, in Francia, dove vince la medaglia di bronzo nella staffetta 4×400 metri maschile, pur avendo gareggiato solamente nelle batterie.

## Palmarès
| Anno | Manifestazione   | Sede      | Evento      | Risultato | Prestazione | Note                          |
| ---- | ---------------- | --------- | ----------- | --------- | ----------- | ----------------------------- |
| 2017 | Europei under 20 | Grosseto  | 200 m piani | Oro       | 20"81       | Miglior prestazione personale |
| 2019 | Mondiali         | Doha      | 4×400 m     | Finale    | dnf         |                               |
| 2024 | World Relays     | Nassau    | 4×400 m     | 6º        | 3'02"62     |                               |
| 2024 | Europei          | Roma      | 4×400 m     | 7º        | 3'01"89     |                               |
| 2024 | Giochi olimpici  | Parigi    | 4×400 m     | Bronzo    | 2'55"83     | Record europeo                |
| 2025 | World Relays     | Guangzhou | 4x400 m     | 6º        | 3'03"46     |                               |

## Altre competizioni internazionali
2025
- Bronzo ai Campionati europei a squadre di atletica leggera ( Madrid), 200 m piani - 20"25
- Bronzo ai Campionati europei a squadre di atletica leggera ( Madrid), 4x400 m mista - 3'09"66

## Campionati nazionali
- 2 volte campione nazionale di atletica indoor (2016, 2022)

2016
- Oro ai campionati nazionali britannici indoor, 200 metri piani - 21"13

2022
- Oro ai campionati nazionali britannici indoor, 200 metri piani - 20"99